# Krzysztof Rutkowski
Krzysztof Rutkowski (* 6. dubna 1960 v Teresině, Polsko) je polský politik, podnikatel a soukromý detektiv. V letech 2001-2005 byl poslancem Sejmu za Sebeobranu. Podniká v oblasti soukromých detektivních agentur, které jsou známy tím, že se nebojí provádět i nebezpečné, kontroverzní a nezákonné akce. Některé kontroverzní metody a účast na finančních machinacích mu vynesly několik menších odsouzení a trestů.

## Barnevern
Mezi jeho nejznámější akce patří organizace útěků dětí a jejich návrat zahraničním rodičům, které připravil a vedl v Norsku, a útěk matky s dětmi z Tuniska. Mezinárodní pozornost vzbudil především případ polské dívky Nikolky Rybkové, které pomohl utéci z péče kontroverzní norské sociálky Barnevernetu a vrátil ji rodičům do Polska v roce 2011 (žádost norských orgánů o opětovné odebrání dívky rodičům a její navrácení do Norska polské soudy odmítly jako zcela neopodstatněnou). S polskou televizí TVN natočil seriál Detektyw, který pojednává o některých akcích jeho agentur.